# Władimir Gotowcew
Władimir Wasiljewicz Gotowcew (ros. Владимир Васильевич Гото́вцев; ur. 1885, zm. 30 kwietnia 1976 w Moskwie) – radziecki aktor filmowy, teatralny i głosowy. Ludowy Artysta RFSRR. Dwukrotny laureat Nagrody Stalinowskiej. Pochowany na Cmentarzu Wwiedieńskim w Moskwie.

## Wybrana filmografia
- 1918: Chleb jako jednoręki żołnierz
- 1943: Kutuzow
- 1948: Niegrzeczny Fiedia (głos)
- 1949: Czarodziejski dzwoneczek jako Niedźwiedź (głos)
- 1950: Tajna misja jako niemiecki przemysłowiec
- 1953: Czarodziej Glinka

## Nagrody i odznaczenia
- Ludowy Artysta RFSRR
- Nagroda Stalinowska
- Order Czerwonego Sztandaru Pracy

Źródło
- Order Czerwonej Gwiazdy